# Albert Raasch
Albert Raasch (* 6. Dezember 1930 in Großenbrode) ist ein deutscher Linguist, Romanist und Fremdsprachendidaktiker.

## Leben
Raasch promovierte 1957 und war ab 1968 Hochschulprofessor. Von 1973 bis zu seiner Emeritierung 1999 war er ordentlicher Professor für Angewandte Linguistik und Sprachlehrforschung Französisch am Romanistischen Institut der Universität des Saarlandes. Schwerpunkt seiner Forschungsarbeit war der Fremdsprachenunterricht. So entwickelte Raasch verschiedene Übungsbücher und Wortschatzboxen für den Französisch-Unterricht sowie einige Fachbücher. Auch nach seiner Emeritierung blieb er weiterhin engagiert, unter anderem im  Stiftungsrat der Stiftung für die deutsch-französische kulturelle Zusammenarbeit.
Ein besonderes Augenmerk legte er auf die Zweisprachigkeit deutsch-französischen Beziehungen in der Saar-Lor-Lux-Region. Er gründete 1991 den Sprachenrat Saar, den er auch bis 2000 leitete. An der Universität des Saarlandes richtete er ein Sprachzentrum ein.
Für seine Verdienste im Saar-Lor-Lux-Raum wurde ihm 2000 der Saarländische Verdienstorden verliehen. 2013 erhielt er das Verdienstkreuz am Bande der Bundesrepublik Deutschland. Damit wurde er für sein „langjähriges Engagement in der Deutsch-Französischen Gesellschaft Schleswig-Holsteins und als Mitbegründer der Städtepartnerschaft zwischen Kiel und Brest im Jahr 1964 sowie seine vielfältigen, der Vernetzung zwischen Deutschland und Frankreich dienenden wissenschaftlichen Aktivitäten“ geehrt.

## Ehrungen
- 1982: Ehrenmitglied der Deutschen Gesellschaft für Angewandte Linguistik
- 1984: Officier de l’Ordre des Palmes Académiques
- 1984: Medaille des Deutsch-Französischen Jugendwerks
- 1994: Medaille der Matej-Bel Universität Banska Bystrica
- 1999: Ehrenmitglied des Fachverbandes Moderne Fremdsprachen, Landesverband Saar
- 1999: Ehrenmitglied des Fachverbandes Moderne Fremdsprachen, Landesverband Schleswig-Holstein
- 2000: Saarländischer Verdienstorden
- 2011: Diplôme d'Honneur pour Services rendus à la cause franco-allemande
- 2013: Verdienstkreuz am Bande der Bundesrepublik Deutschland

## Werke (Auswahl)

### Herausgeberschriften
- Angewandte Linguistik und Sprachlehrforschung: entdecken, erfahren, erleben : 25 Jahre angewandte Linguistik und Sprachlehrforschung an der Universität des Saarlandes. Saarbrücken: Universität des Saarlandes, Romanistisches Institut 1999.
- Sprachpolitik Deutsch als Fremdsprache : Länderberichte zur internationalen Diskussion. Amsterdam: Rodopi 1997, ISBN 90-420-0371-5
- Sprachen-Lernen in Grenzräumen. Informationen zur nachbarsprachlichen Erwachsenenbildung in Belgien, Frankreich (Lothringen), Luxemburg, der Schweiz (Suisse Romande) und der Bundesrepublik Deutschland (Saarland). Zusammen mit Detlef Oppermann Saarbrücken: 1988.
- Fremdsprachen für Erwachsene. Ausgewählte Probleme des Deutschunterrichts in Frankreich und des Französischunterrichts in Deutschland. Kolloquiumsbeiträge. Herausgeber Saarbrücken: Romanistisches Institut, Universität des Saarlandes, 1988.
- Fremdsprachenunterricht in der Schule. Erwartungen, Konzepte und Perspektiven. Eine Europa-orientierte Diskussion im Saarland. Zusammen mit Heike Altpeter, Barbara Kaiser und Christof Magar. Saarbrücken: Universität des Saarlandes, 1992.

### Autor
- Grammatik & Wortschatz Französisch ganz leicht. Zusammen mit Valérie Domes. Ismaning: Hueber Verlag, ISBN 978-3-19-109496-6
- Fremdsprachen für Erwachsene : bibliographische Hinweise. Saarbrücken: Universität des Saarlandes 1990.
- Fremdsprachenunterricht für Erwachsene. Zusammen mit Ursula Heinzmann. München: Hueber Verlag 1984, ISBN  	3-19-006962-X
- Fremdsprachen lernen, aber wie? : Eine Anleitung für Fremdsprachenlerner u. Fremdspracheninteressierte. München: Hueber Verlag 1982, ISBN 3-19-003155-X
- Leseverstehen Französisch. München: Hueber Verlag 1979, ISBN 3-19-003137-1
- Lernerfolgstests Französisch: Schwerpunkt Hörverstehen. München: Hueber Verlag 1976.
- Französische Mindestgrammatik. München: Hueber Verlag 1975, ISBN 3-19-003120-7
- Französische Strukturübungen für den Anfangsunterricht München [i. e. Ismaning]: Hueber Verlag 1976. (3 Auflagen)
- Französischer Mindestwortschatz. München: Hueber Verlag 1969. (seitdem mehrere Auflagen bis 1986)

Festschrift
- Thomas Tinnefeld (Hrsg.): Den Menschen verstehen. Grenzüberschreitende Kommunikation in Theorie und Praxis. Festschrift für Albert Rasch zum 90. Geburtstag. Narr Francke Attempto, Tübingen 2020, ISBN 978-3-8233-8454-0.